# Ходжиєв Риф'ят
Риф'ят Ходжиєв (15 жовтня 1925, місто Ходжент, тепер місто Худжанд, Таджикистан — 12 червня 1997, місто Худжанд, Таджикистан) — радянський таджицький діяч, 1-й секретар Ленінабадського обласного комітету КП Таджикистану. Депутат Верховної Ради СРСР 7—11-го скликань. 

## Біографія
У 1942 році закінчив середню школу № 12 міста Ленінабада.
З 1943 по 1945 рік служив у Червоній армії, учасник німецько-радянської війни.
У 1945—1949 роках — робітник, товарознавець, начальник відділу кадрів консервного заводу міста Ленінабада.
Заочно закінчив Ленінабадський державний педагогічний інститут імені Кірова, здобув спеціальність вчителя історії.
Член ВКП(б) з 1948 року.
У 1949—1951 роках — помічник директора школи фабрично-заводського навчання № 7 Ленінабадської області.
У 1951—1955 роках — інструктор відділу промисловості Ленінабадського обласного комітету КП Таджикистану.
У 1955—1956 роках — завідувач промислово-транспортного відділу Ленінабадського міського комітету КП Таджикистану.
У 1956—1957 роках — начальник управління Ленінабадської обласної промислової ради.
У 1958—1960 роках — директор ГЕС «Дружба Народів» міста Кайраккума Ленінабадської області.
У 1960—1962 роках — начальник управління місцевої промисловості Ленінабадської області.
У 1962 році призначений директором школи-інтернату міста Ленінабада. З грудня 1962 року по січень 1963 року працював директором меблевої фабрики міста Ленінабада.
У 1963—1966 роках — секретар партійного комітету Ходжентського виробничого колгоспно-радгоспного управління; 1-й секретар Ходжентського районного комітету КП Таджикистану.
У 1966—1971 роках — 1-й секретар Ленінабадського міського комітету КП Таджикистану.
У 1971 — 13 січня 1987 року — 1-й секретар Ленінабадського обласного комітету КП Таджикистану.
З січня 1987 року — персональний пенсіонер. До червня 1997 року працював на громадській посаді голови Ради ветеранів війни та праці Ленінабадської області.
Помер 12 червня 1997 року в місті Худжанді.

## Нагороди
- два ордени Леніна
- орден Жовтневої Революції
- орден Вітчизняної війни ІІ ст.
- три ордени Трудового Червоного Прапора
- орден Дружби народів
- медалі